# Tordyveltjärnen, Bohuslän
Tordyveltjärnen är en sjö i Strömstads kommun i Bohuslän och ingår i Strömsåns huvudavrinningsområde. Sjöns area är 0,016 kvadratkilometer och den befinner sig 170 meter över havet.